# Wolfgang Vollhard
Wolfgang Karl Vollhard, född 17 juli 1928 i Wien, död 23 oktober 1991 i Göteborg, var en österrikisk teaterdekoratör och målare.
Han var son till Karl Vollhard och Maria Tòth. Efter utbildning vid konstakademien i Wien 1948–1952 utförde han dekorarbeten för Volksoper och Volkstheater i Wien, Landestheater i Innsbruck Stadttheater i Chur samt dekorarbeten vid teatrar i Stuttgart, Chemnitz, Basel, Salzburg, Linz och Klagenfurt. Han anställdes 1965 som dekoratör vid Stora teatern i Göteborg, där han inledde sin verksamhet med att svara för dräkter och dekorer till baletten Svit i vitt. Han medverkade i utställningar på Künstlerhaus i Wien 1945–1953 och han var representerad vid en utställning på Zedlitzhalle i Wien 1950 samt i en utställning på Landestheater i Salzburg 1961. Som konstnär målade han stilleben, figurer, porträtt och landskapsskildringar. Vollhard är representerad vid bland annat Österreichische Nationalbibliothek i Wien och Mozartmuseum i Salzburg.  